# 安西愈
安西 愈（あんざい まさる、1938年10月19日 - ）は、日本の弁護士・元官僚。安西法律事務所所長。イカイほか企業顧問を多く務める。元・中央大学教授。香川県出身。専門は、労働法や社会保障法（特に労働保険法）。中央大学法学部通信教育課程出身の生え抜き法曹の一人

## 略歴
- 1958年　香川県立高松商業高等学校卒業
- 1958年　香川労働基準局に入局
- 1962年　中央大学法学部通信教育課程卒業
- 1964年　労働省労働基準局監督課へ転任
- 1965年　国家公務員上級職試験甲種法律職合格
- 1969年　労働省退官、最高裁判所司法研修所に入る。
- 1971年　弁護士登録。東京都内の弁護士事務所入所（第一東京弁護士会所属）
- 1977年　安西法律事務所を開設
- 1985年　第一東京弁護士会副会長（ - 1986年）
- 1987年　中央大学法学部兼任講師（ - 2004年）
- 1992年　最高裁判所司法研修所教官（ - 1997年）
- 1998年　日本弁護士連合会常務理事（ - 1999年）
- 1998年　労働省科学顧問（ - 2000年）
- 1999年　日本弁護士連合会研修委員長（ - 2001年）
- 1999年　東京地方最低賃金審議会会長
- 2000年　安西法律事務所を安西・井上・外井法律事務所と改称
- 2000年　社団法人日本人材紹介事業協会理事
- 2004年　中央大学法科大学院客員教授（ - 2008年）
- 2005年　第一東京弁護士会労働法制委員会委員長
- 2005年　学校法人明治学院理事（ - 2011年）
- 2006年　安西・井上・外井法律事務所を安西法律事務所と改称[2]
- 2008年　明治学院大学法科大学院客員講師（ - 2011年）

この他、東京基督教大学神学部兼任講師、中央労働災害防止協会参与会議長、法務省司法書士簡裁訴訟代理等能力認定考査委員、厚生労働省特定社会保険労務士紛争解決手続代理業務試験委員なども務めた

## エピソード
- 淺野高宏北海学園大学教授は安西・井上・外井法律事務所にかつて所属していた。
- 使用者側の観点からの立場に立った労働法研究の論文を多く執筆。また、会社の人事担当職員・会社の管理職向けの文庫本も多く執筆。

## 主要著書
- 『改正労災保険法による労災保険と民事賠償との調整』（労働法令実務センター、1981年）
- 『改正労災保険と民事賠償調整の実務』（労働法令実務センター、1982年）
- （井上克樹）共著『労働災害と損害賠償』（中央労働災害防止協会、1983年）
- 『労働者派遣法の法律実務』（上巻・下巻、労働調査会、1986年初版・2008年新版）
- 『企業間人事異動の法理と実務』（中央経済社、1991年）
- 『福祉・介護職場の法律相談Q&A』（編著、中央法規出版、1997年）
- （中央労働災害防止協会）編『裁判例にみる安全配慮義務の実務』（分担執筆、中央労働災害防止協会、2002年）
- 『労働条件の変更（基礎編）』（全国労働基準関係団体連合会、2003年）
- （菅野和夫）（野川忍）と共編『実践・変化する雇用社会と法』（有斐閣、2006年）
- （第一東京弁護士会労働法制委員会編）『管理職のための労働契約法・労働基準法の実務』（分担執筆、清文社、2009年）
- （第一東京弁護士会労働法制委員会編）『メンタル疾患の労災認定と企業責任 Q&Aでみる新「認定基準」と企業の安全配慮義務』（分担執筆、労働調査会、2013年）
- （菅野和夫）（野川忍）共編『論点体系判例労働法　1～4巻』（第一法規, 2014年-2015年）
- （木村恵子）と共著『実務の疑問に答える労働者派遣のトラブル防止と活用のポイント』（日本法令、2016年）